# Bujaci
Bujaci (cyr. Бујаци) – wieś w Czarnogórze, w gminie Pljevlja. W 2011 roku liczyła 42 mieszkańców.